# 24153 Davidalex
24153 Davidalex là một tiểu hành tinh vành đai chính với chu kỳ quỹ đạo là 1460.3489106 ngày (4.00 năm).
Nó được phát hiện ngày 15 tháng 11 năm 1999.